# II. razred nogometnog Prvenstva Zagreba 1956./57.
II. razred nogometnog Prvenstva Zagreba je bila liga 6. stupnja nogometnog prvenstva Jugoslavije za sezonu 1956./57.
 Sudjelovalo je 12 klubova, a prvak je bio "Elektrosond". 

## Ljestvica
| mj. | klub               | ut. | pob. | ner. | por. | gol+ | gol- | bod |
| --- | ------------------ | --- | ---- | ---- | ---- | ---- | ---- | --- |
| 1. | Elektrosond Zagreb | 21  | 17   | 2    | 2    | 76   | 27   | 36  |
| 2. | Ponikve Zagreb     | 21  | 12   | 5    | 4    | 49   | 31   | 29  |
| 3. | Chromos Zagreb     | 21  | 13   | 1    | 7    | 68   | 36   | 27  |
| 4. | Maksimir Zagreb    | 21  | 10   | 7    | 4    | 45   | 32   | 27  |
| 5. | Croatia Zagreb     | 21  | 10   | 3    | 8    | 40   | 29   | 23  |
| 6. | Uljara Zagreb      | 21  | 9    | 5    | 7    | 42   | 42   | 23  |
| 7. | Pliva Zagreb       | 21  | 10   | 3    | 8    | 46   | 43   | 23  |
| 8. | Ciglana Zagreb     | 21  | 8    | 2    | 11   | 36   | 43   | 18  |
| 9. | Galeb Zagreb       | 21  | 5    | 5    | 11   | 42   | 64   | 15  |
| 10. | Jadran Zagreb      | 21  | 4    | 3    | 14   | 32   | 73   | 11  |
| 11. | Kožarac Zagreb     | 21  | 4    | 3    | 14   | 32   | 73   | 6   |
| |                    |     |      |      |      |      |      |     |
| Metal je nakon prvog dijela sezone odustao od natjecanja ali se njegovi posljedci ne brišu, jer ako klub odigra najmanje 50% utakmica u sezoni, pravila kažu da se ti posljedci računaju za ukupni poredak. |                    |     |      |      |      |      |      |     |

## Vanjske poveznice
- nk-maksimir.hr